# José Ortega Retamal
José Ortega Retamal (6 de diciembre de 1968) es un exfutbolista chileno.

## Biografía
Inició su carrera en Cobreloa en la década de los '80. Tras esto, pasó por Rangers, Deportes Temuco, Deportes La Serena, Provincial Osorno y O'Higgins, hasta 1996 donde firma por Audax Italiano, en donde es una de las revelaciones del Torneo nacional de 1996. Luego emigra a Universidad de Chile, en donde en un partido de Copa Chile sufre una fractura de tibia.
Tras no tener continuidad, parte a Deportes Iquique, donde fue una de las caras visibles de las huelgas del plantel por el no pago de sueldos. Ortega termina su carrera al año siguiente en Santiago Morning, donde fue despedido.
En 2001, Ortega fue acusado de robar camiones. También se dedicó a una importadora y distribuidora de plásticos y maquillaje.

## Clubes
| Club                 | País  | Año       |
| -------------------- | ----- | --------- |
| Cobreloa             | Chile | 1986-1989 |
| Rangers              | Chile | 1990      |
| Cobreloa             | Chile | 1991      |
| Deportes Temuco      | Chile | 1992      |
| Deportes La Serena   | Chile | 1993      |
| Provincial Osorno    | Chile | 1994      |
| O'Higgins            | Chile | 1995      |
| Audax Italiano       | Chile | 1996-1997 |
| Universidad de Chile | Chile | 1998      |
| Deportes Iquique     | Chile | 1999      |
| Santiago Morning     | Chile | 2000      |

## Palmarés

### Campeonatos nacionales
| Título           | Club                 | País  | Año  |
| ---------------- | -------------------- | ----- | ---- |
| Primera División | Cobreloa             | Chile | 1988 |
| Copa Chile       | Universidad de Chile | Chile | 1998 |